# Прапор Тувинської Народної Республіки
За час існування Тувинської Народної Республіки її прапор (тув. Тыва Арат Республиканың тугу) змінювався кілька разів.
| Прапор | Затверджено            | Скасовано           | Коментар |
| ------ | ---------------------- | ------------------- | --- |
|        | 1921 рік               | 1926 рік            | Фактичний прапор ТНР з буддійськими символами. |
|        | 24 листопада 1926 року | 18 жовтня 1930 року | Перший офіційний прапор ТНР. З боків — назва держави, написаної монгольським алфавітом.                                                                  |
|        | 18 жовтня 1930 року    | 2 липня 1935 року   | Новий прапор ТНР. Напис монгольським алфавітом видалено, модифіковано герб.                                                                              |
|        | 2 липня 1935 року      | 25 червня 1941 року | На прапорі зображено новий герб ТНР. |
|        | 25 червня 1941 року    | 8 вересня 1943 року | Новий прапор на зразок прапорів союзних республік СРСР затверджено у зв'язку з нападом Німеччини на СРСР висловлювання солідарності з Радянським Союзом. |
|        | 8 вересня 1943 року    | 11 жовтня 1944 року | Прапор заснований у зв'язку з переходом на кирилицю та пізніше скасовано у зв'язку із анексією ТНР, здійснену СРСР.                                      |

Наступником Тувинської Народної Республіки є Тувинська Автономна Область, а пізніше Тувинська Автономна Радянська Соціалістична Республіка.
Після розпаду СРСР Республіка Тува стала суб'єктом незалежної Російської Федерації.